# 阿甘 (演員)
阿甘（本名楊承翰，舊藝名阿竿，1979年7月11日—），男性，曾任教於集集國小，為臺灣演員。畢業於國立台灣藝術大學戲劇學系，參與過電視劇、電視節目、舞台劇演出，也有拍攝廣告、音樂錄影帶。

## 電視劇
| 年份 | 播出頻道   | 劇名                        | 飾演   |
| ---- | ---------- | --------------------------- | ------ |
| 2008 | 客家電視台 | 《花樹下的約定》            | 阿發   |
| 2008 | 三立台灣台 | 《真情滿天下》              | 趙經理 |
| 2010 | 民視       | 《新兵日記》                | 陳添彬 |
| 2011 | 民視       | 《新兵日記之特戰英雄》      | 陳添彬 |
| 2011 | 大愛電視台 | 《愛的迴旋曲》              | 小劉   |
| 2011 | 民視       | 《父與子》                  | 阿竿   |
| 2011 | 民視       | 《廉政英雄》                | 許忠義 |
| 2012 | 公視       | 《榆樹青·朱槿紅》           | 聰明   |
| 2014 | 公視       | 《比利時賽鴿基金》          | 阿僻   |
| 2014 | 民視       | 《龍飛鳳舞》                | 莊有財 |
| 2016 | 民視       | 《我的老師叫小賀》          | 陳添彬 |
| 2017 | 優酷       | 《我的狐仙老婆》            | 陳才   |
| 2017 | 民視       | 《幸福來了》                | 阿甘   |
| 2019 | TVBS歡樂台 | 《女兵日記女力報到》        | 陳添彬 |
| 2019 | 大愛電視台 | 《掌中人生》                | 阿忠   |
| 2021 | TVBS歡樂台 | 《女力報到－愛情公寓》      | 陳添彬 |
| 2022 | 三立台灣台 | 《戲說台灣-痘神飼契子》     | 麵茶   |
| 2022 | 三立台灣台 | 《戲說台灣-雞屎破奇案》     | 許順清 |
| 2023 | 民視       | 《市井豪門》                | 甘易飛 |
| 2023 | 大愛電視台 | 《早點回家》                | 小澤   |
| 2024 | 三立台灣台 | 《戲說台灣-古公三王》       | 甘草   |
| 2024 | 三立台灣台 | 《戲說台灣-濟公戲金蟾》     | 古錐   |
| 2024 | 民視       | 《好運來》                  | 阿甘   |
| 2025 | 三立台灣台 | 《戲說台灣-蜘蛛笑笑十八嬈》 | 郭大樹 |

## 電影
| 上映年份 | 電影名稱   | 飾演     | 導演   |
| 2014年   | 大宅們     | 警察     | 朱延平 |
| 2016年   | 大尾鱸鰻2  | 醫護人員 | 邱瓈寬 |
| 製拍中   | 邱比特傳人 |          | 陳大慶 |

## 音樂
- 新兵日記大樂兵：同一片天空[12]

## 外部連結
- 阿竿的部落格
- 阿甘的Facebook專頁（页面存档备份，存于）